# Джордан Морріс (футболіст)
Джордан Морріс (англ. Jordan Morris, нар. 26 жовтня 1994, Сіетл, США) — американський футболіст, нападник національної збірної США та клубу «Сіетл Саундерз».

## Клубна кар'єра
У дорослому футболі дебютував 2014 року виступами за команду клубу «Сіетл Саундерз U-23», де провів один сезонів, взявши участь лише у 4 матчах чемпіонату.
До дорослої команди клубу «Сіетл Саундерз» приєднався 2016 року.

## Виступи за збірні
Протягом 2013—2016 років залучався до складу молодіжної збірної США. На молодіжному рівні зіграв у 16 офіційних матчах, забив 8 голів.
2014 року дебютував в офіційних матчах у складі національної збірної США. Станом на 17 липня 2017 року провів у формі головної команди країни 16 матчів, забивши 2 голи.
У складі збірної був учасником розіграшу Золотого кубка КОНКАКАФ 2017 року у США.

## Досягнення
- Володар Золотого кубка КОНКАКАФ: 2017
- Срібний призер Золотого кубка КОНКАКАФ: 2019
- Володар Кубка МЛС (2):

«Сіетл Саундерз»: 2016, 2019
- Переможець Ліги чемпіонів КОНКАКАФ (1):

«Сіетл Саундерз»: 2022